# Tshala Muana
Elizabeth Tshala Muana Muidikay, conosciuta con il diminutivo di Tshala Muana (Lubumbashi, 13 maggio 1958 – Kinshasa, 10 dicembre 2022), è stata una cantante della Repubblica Democratica del Congo, conosciuta per le sue numerose canzoni in lingua tchiluba.
Debutta come danzatrice per il gruppo Tsheke Tsheke Love nel 1977. Nel 1982 inizia la carriera di cantante pubblicando in tutto 13 album.

## Discografia parziale
- 1986 - M Bombo
- 1987 - Nasi-nabali
- 1989 - The Best of Tshala Muana
- 1989 - Biduaya
- 1992 - Yombo
- 1993 - Elako
- 1994 - Ntambue
- 1996 - Mutuashi
- 1999 - Pika pende
- 2003 - Malu
- 2004 - Tshanza
- 2007 - Tshikuna Fou
- 2009 - Sikila
- 2016 - Lunzenze